# 佐久間隆義
佐久間 隆義（さくま たかよし、1946年（昭和21年）6月19日 - ）は、日本の政治家。元千葉県市原市長（3期）。

## 経歴
現在の千葉県市原市に生まれる。千葉県立市原高等学校を経て、日本大学経済学部卒。市原市議会議員を3期務め、自由民主党支部政調会長となり、千葉県議会議員を4期務める。この間、自民党を離党し、新生党を経て新進党に入った。1999年の市原市長選挙に立候補するが落選。2003年の市長選で現職の小出善三郎を破って初当選。2007年と2011年も再選した。市長は2015年まで務めた。
2012年には、市原市の政治活動家、花澤良三が主催する「市原市政を正す会」（通称・オンブズマン市原）から、公用車使用を巡って、私用も含まれているということで監査請求が行われた。